# Dzmitry Labetsik
Dzmitry Labetsik (* 13. Juli 1991) ist ein belarussischer Biathlet.
Dzmitry Labetsik gab sein internationales Debüt im Rahmen der Sommerbiathlon-Europameisterschaften 2010 in Osrblie. Zunächst wurde er bei den Wettbewerben der Junioren eingesetzt. Im Sprint lief er auf einen 23. Platz, im Verfolgungsrennen verbesserte er sich bis auf den 12. Platz. Aufgrund der unbefriedigenden Leistungen der belarussischen Männer wurde Labetsik ebenso wie der Doppel-Junioreneuropameister Artsiom Leshchanka für das Rennen in der Mixed-Staffel in den Leistungsbereich berufen. Mit den etablierten Frauen Iryna Babezkaja und Wolha Nasarawa erreichten sie mit der Staffel Belarus’ den fünften Platz.